# Xudu Məmmədov
Xudu Surxay oğlu Məmmədov (eingedeutscht Chudu Mämmädow; * 14. Dezember 1927 im Dorf Mərzili, Ağdam (Rayon), Aserbaidschanische SSR, UdSSR;  † 15. Oktober 1988 in Baku, ebenda) war ein aserbaidschanischer Gelehrter, Professor und Doktor der geologischen und mineralogischen Wissenschaften. Er gilt als einer der ideologischen Wegbereiter der aserbaidschanischen Unabhängigkeitsbewegung Ende der 1980er Jahre.

## Werdegang
Nach dem Abschluss der allgemeinbildenden Schule in Ağdam ließ sich Məmmədov in die Fakultät für Geologie und Geographie der Staatlichen Universität Baku einschreiben. Diese absolvierte er im Jahr 1951 und begann seine berufliche Laufbahn am Institut für Chemie in der Akademie der Wissenschaften der Aserbaidschanischen SSR.
1955 schloss Məmmədov ein Aspiranturstudium am Schubnikow-Institut für Kristallographie in Moskau ab. Seit 1957 arbeitete er als Laborleiter für Strukturchemie am Institut für anorganische und physikalische Chemie in der Akademie der Wissenschaften der Aserbaidschanischen SSR. Schwerpunkt seiner wissenschaftlichen Aktivitäten lag im Bereich der Kristallchemie. 1960 schrieb er eine Monographie über die Kristallchemie von Calciumsilikaten und Hydrosilikaten. Im Laufe seiner gesamten wissenschaftlichen Karriere verfasste Məmmədov über 340 Abhandlungen, darunter 3 Monographien.
1970 erlangte Məmmədov den Doktorgrad. 1973 wurde er zum Professor ernannt und drei später zum korrespondierenden Mitglied der Akademie der Wissenschaften der Aserbaidschanischen SSR gewählt. Məmmədov traf sich mehrmals mit dem britischen Naturwissenschaftler John Desmond Bernal und arbeitete ein Jahr lang in seinem Labor.
Məmmədov erhielt für seine wissenschaftlichen Errungenschaften das Ehrenzeichen der Sowjetunion (1967) und den Orden des Roten Banners der Arbeit (1986). Er starb am 15. Oktober 1988 im Alter von 60 Jahren.

## Dichterische und politische Arbeit
Neben seiner Forschungstätigkeit schrieb Məmmədov Gedichte, unter anderem die sogenannte Bayati, eine der ältesten Formen der aserbaidschanischen Volkspoesie, in denen er den sowjetischen Imperialismus kritisierte und sein Volk zum Kampf um die Unabhängigkeit aufrief. Für seine Verdienste um die nationale Befreiungsbewegung wurde Məmmədov posthum (1990) vom Vorstand der Volksfront Aserbaidschans mit dem Məhəmməd-Əmin-Rəsulzadə-Preis ausgezeichnet.